# Tagesschau24
Tagesschau24 (в превод: Преглед на деня 24) е обществен телевизионен канал в Германия, собственост на ARD и управляван от държавната институция Norddeutscher Rundfunk. Стартира на 30 август 1997 г. като EinsExtra, а от 1 май 2012 г. каналът е преименуван на Tagesschau24.
Tagesschau24 е новинарски канал, който се конкурира с Welt и n-tv. Освен новини каналът излъчва и предавания за култура, спорт и наука. От 5 декември 2013 г. каналът се предава във формат HD.

## Логотипи
- 1997 – 2005 г.
- 2005 – 2012 г.
- Лого от май 2012 г.
- Лого във формат HD от май 2012 г.